# Orobinec stříbrošedý
Orobinec stříbrošedý (Typha shuttleworthii) je druh jednoděložné rostliny z čeledi orobincovité. Někdy se objevuje i varianta vědeckého jména: Typha schuttleworthii, s písmenem ch místo h, tato varianta je ale chybná.

## Popis
Jedná se o vytrvalou, cca 0,7-1,5 m vysokou rostlinu s oddenkem. Listy jsou jednoduché, střídavé, přisedlé, uspořádané do 2 řad. Čepele jsou celistvé, čárkovité se souběžnou žilnatinou, jsou asi 0,5–1 cm široké, spíše světlezelené, ne sivozelené jako u orobince širokolistého. Květy jsou v květenstvích, hustých tlustých klasech složených z mnoha květů, někdy se tento typ květenství nazývá palice. Jedná se o jednodomé rostliny, květy jsou jednopohlavné, oddělené do zvláštních částí květenství, dole jsou samičí, nahoře samčí. Jsou to 2 oddělené palice, samičí a samčí, umístěné těsně za sebou. Mezi palicemi je jen malá (nebo spíše skoro žádná) mezera, tím se liší od orobince úzkolistého, u kterého je mezi palicemi mezera cca 3–8 cm. Samčí palice je poloviční až třetinové délky oproti samičí (u podobného orobince širokolistého jsou palice zhruba stejně dlouhé). Okvětí je zakrnělé, v podobě laločnatých a vidlicovitých chlupů, uspořádaných do nepravidelných přeslenů. Samčí květy obsahují většinou 3 tyčinky, nitky jsou na bázi v různé délce srostlé. Pyl se šíří pomocí větru. V samičích květech je gyneceum složené z jednoho plodolistu (monomerické). Semeník je svrchní. Plod je suchý, pukavý, jedná se o měchýřek, který je však velmi drobný a před puknutím vypadá jako nažka. Plody se šíří pomocí větru, létací aparát jsou chlupy okvětí. Samičí palice orobince stříbrošedého nejsou za plodu hnědé jako u orobince širolistého, ale jak napovídá název druhu, jsou stříbrošedé. Je to způsobeno tím, že chlupy v květech přesahují blizny.

## Rozšíření ve světě
Orobinec stříbrošedý je domácí hlavně v jihovýchodní Evropě, odkud zasahuje ojediněle až po ČR.

## Rozšíření v Česku
V ČR se kdysi vyskytoval u Radějova v Bílých Karpatech, později vyhynul a byl považován pro ČR za vyhynulý druh (A1). Tento údaj najdeme v četných publikacích včetně Kaplan (2002). V posledních letech byl však znovu nalezen, a to na lokalitě Octárna u Obecnice na Příbramsku, ale hlavně bylo nalezeno několik lokalit v Bílých Karpatech, viz Jongepier et Pechanec (2006). Jedná se také o mokřadní až vodní rostlinu, stejně jako ostatní orobince.